# سای کاناکوبو
سای کاناکوبو (انگلیسی: Sai Kanakubo؛ زادهٔ ۱۱ ژانویهٔ ۱۹۸۹) بازیکن فوتبال اهل ژاپن است.